# Alexandru Popescu-Necșești
Alexandru Popescu-Necșești (n. 4 decembrie 1889, Necșești, județul Teleorman - d. 1982, București) a fost un ziarist și traducător român.
Licențiat în drept și litere al Universității București.
În 1926, Alexandru Popescu-Necșești a tradus cartea „Măcelarul de la Verdun” publicată de Louis Dumur în 1921 sub titlul „Le Boucher de Verdun”.
Ca director al ziarului Universul a îngrijit, împreună cu Al. Lascarov-Moldoveanu, Gh.D. Mugur și V. Voiculescu, Duminica Universului (București, 1 ian. - 28 iun. 1931). A fost membru al Sindicatului Ziariștilor din București (înscris la 1 ian. 1931).
Alexandru Popescu-Necșești a fost Subsecretar de stat la Ministerul Instrucțiunii Publice, Cultelor și Artelor (14 noiembrie - 29 decembrie 1933) în Guvernul Ion Gh. Duca, (30 decembrie 1933 – 3 ianuarie 1934) în Guvernul Constantin Angelescu și (5 ianuarie 1934 – 9 iunie 1934) în Guvernul Gheorghe Tătărăscu (1).
În Noaptea demnitarilor, din 5-6 mai 1950, a fost arestat și dus la Închisoarea Sighet, împreună cu un lot de foști înalți demnitari români, printre care prim-miniștri, miniștri, secretari de stat, funcționari superiori ai administrației și generali ai armatei. 